# Bassin de rétention des eaux pluviales
Pour les articles homonymes, voir Bassin.

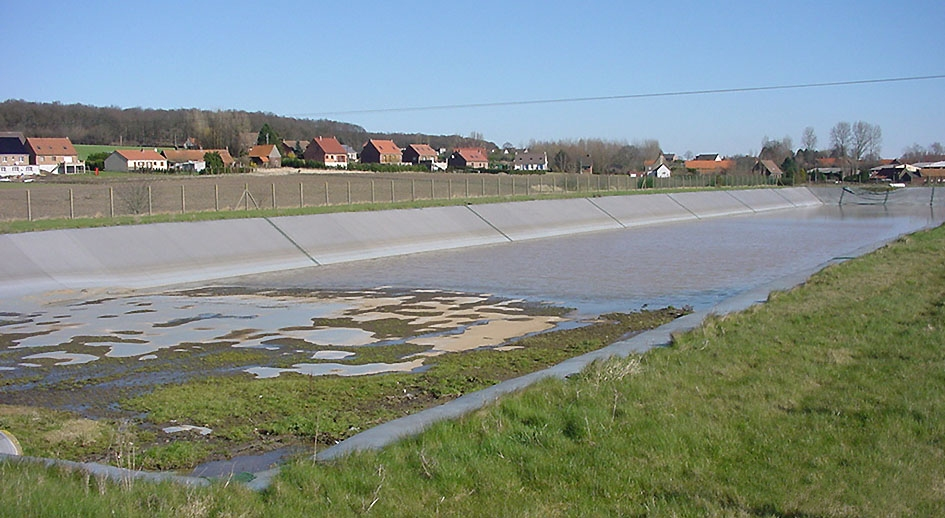
Bassin de rétention près du village d'Heuringhem.

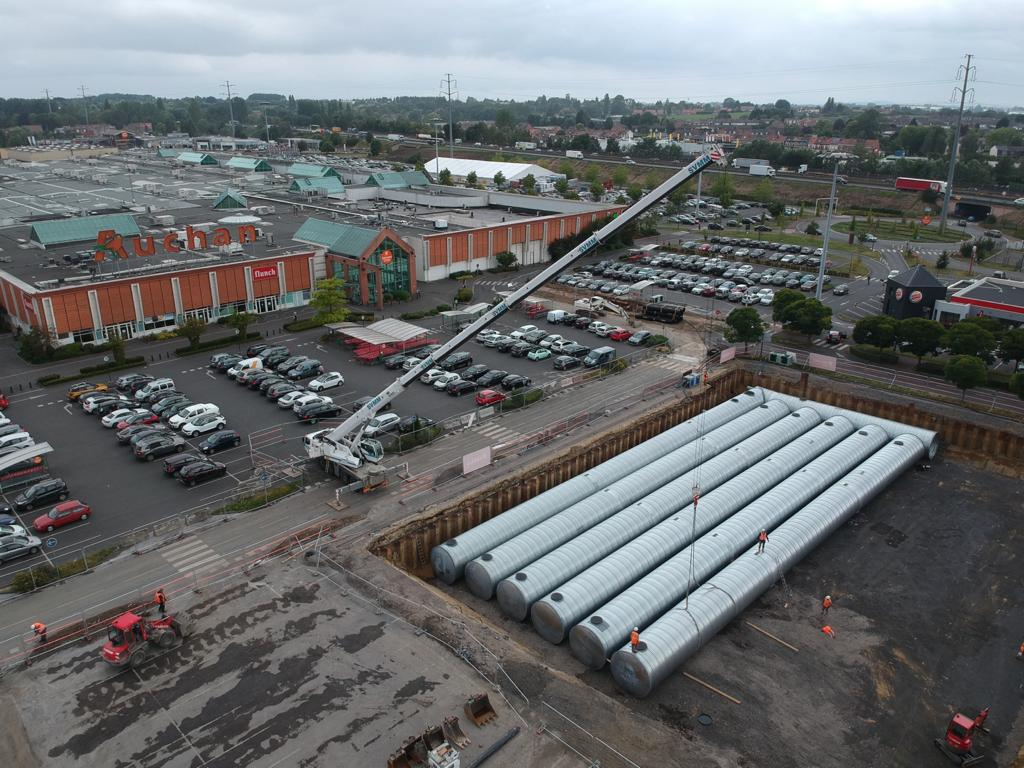
Bassin de rétention des eaux pluviales en acier galvanisé

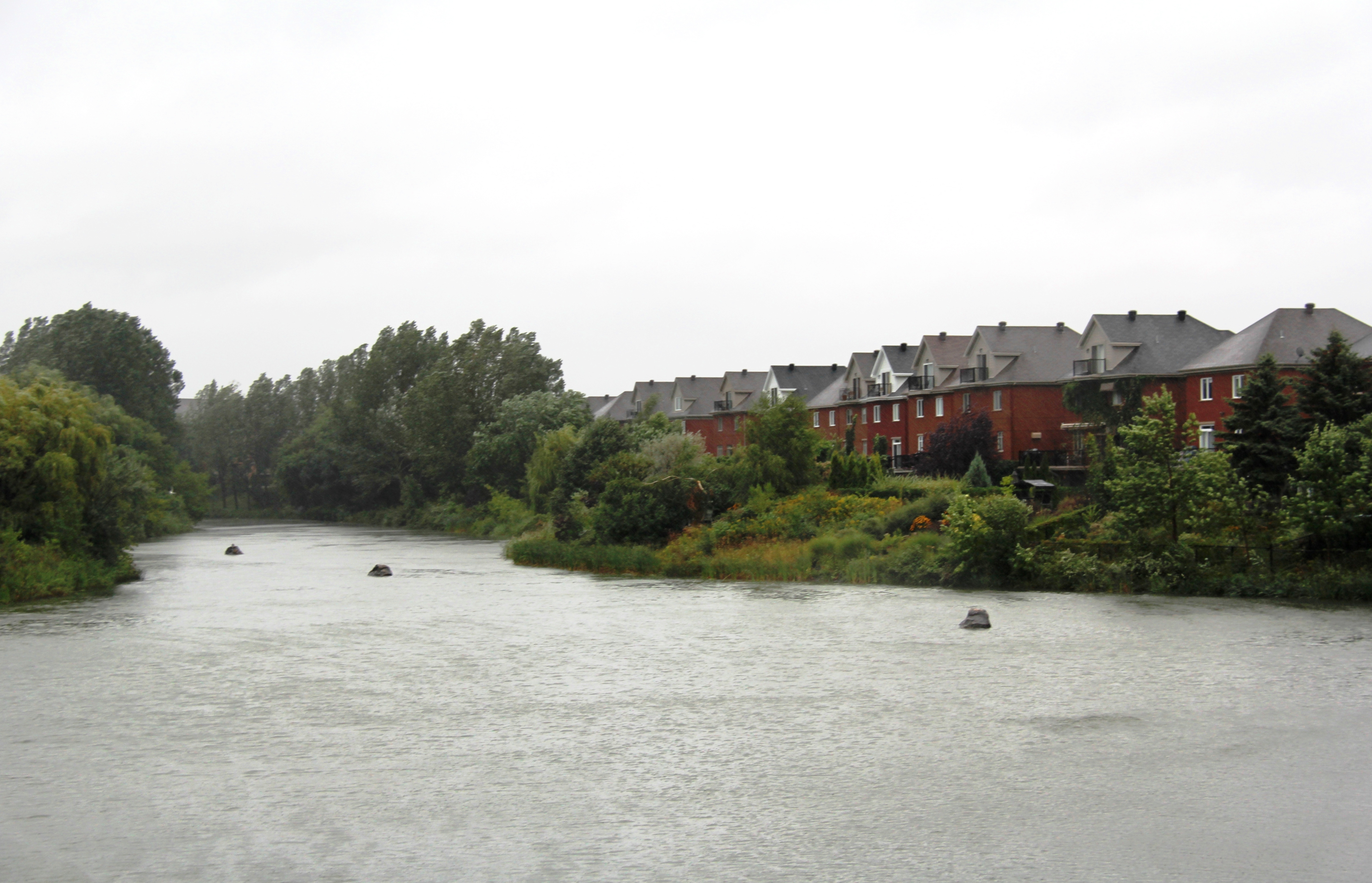
Bassin de rétention d'Anjou, Montréal

Un bassin de rétention des eaux pluviales est une zone de stockage des eaux pluviales, enterrée ou à ciel ouvert.
Deux grandes fonctions peuvent être distinguées :
1. les bassins destinés à récupérer les eaux pluviales polluées issues de surfaces non absorbantes créées pour les besoins d'aménagement humains. Ces dernières peuvent prendre de multiples formes comme les toitures d'immeubles ou de hangars, voiries et parkings, plates-formes de stockage…

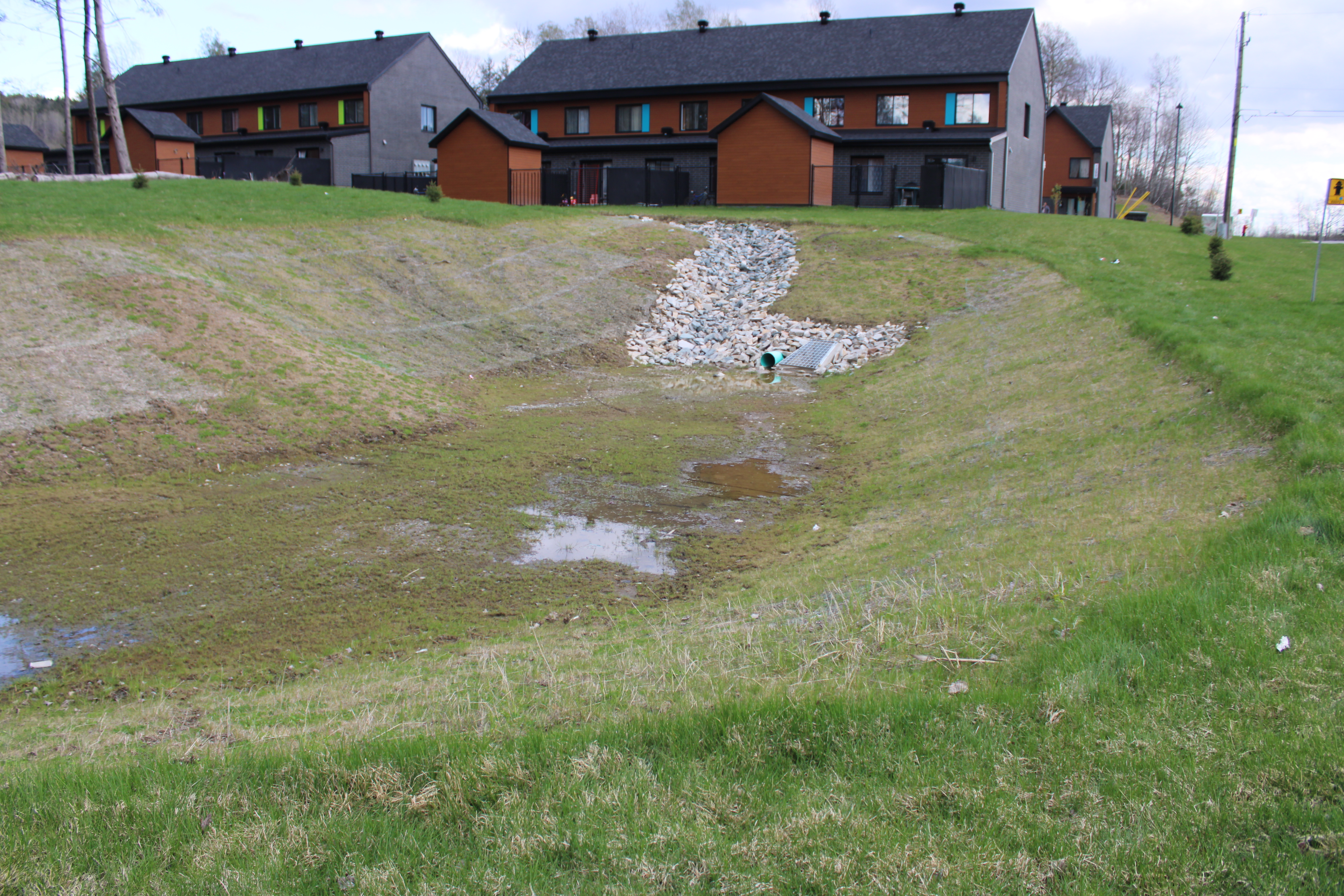
Un bassin de rétention sec est utilisé pour compenser l'imperméabilisation produite par un développement immobilier à Sherbrooke au Québec, Canada.

2. Un bassin de rétention sec est utilisé pour compenser l'imperméabilisation produite par un développement immobilier à Sherbrooke au Québec, Canada.les bassins destinés à provisoirement stocker de l'eau pour éviter des inondations en aval dans le bassin versant ; cette eau peut être peu à peu infiltrée vers la nappe ou lentement libérée en période d’étiage. Une zone tampon peut permettre de gérer les fluctuations dans l'apport des eaux de pluie issu de ces surfaces, afin de les restituer d'une manière homogène dans le milieu. En Europe, un programme NWRM (natural water retention measures) a visé à fédérer une communauté de pratiques autour de mesures de rétention plus naturelles. Il a labellisé douze mesures « NWRM »[1] pour le milieu urbain[2].

Dans les deux cas ces bassins peuvent modifier les équilibres hydrauliques et écologiques naturels.
Quand leur eau est polluée, il est nécessaire de prévoir un système de décantation et déshuilage.

## Description
Des drames humains - dont le plus emblématique fut la crue de Vaison-la-Romaine en 1992 - ont conduit le législateur à imposer, localement d'une manière drastique, un plan de prévention des risques d'inondation (PPRI). Généralement, la retenue en amont prévaut sur l'évacuation des eaux recueillies.
Pour cela, il existe différentes solutions, comme les fossés et les noues, les tranchées et puits d’infiltration, les chaussées à structure réservoir (CSR), les toitures stockantes, etc. Mais la plus couramment employée est la création d'un bassin de retenue à fort volume utile.
Il peut être raccordé sur le réseau public, le milieu hydraulique superficiel ou à un système d'infiltration. Son dimensionnement doit être en rapport avec la surface du bassin versant, les capacités d'absorption de l'exutoire et la pluviométrie locale, très variable et dont les caractéristiques sont issues globalement des statistiques météorologiques.
Ces techniques d'assainissement compensatoire des effets de l'imperméabilisation des sols en zone urbaine permettent de répondre aux objectifs de contrôle à la source des ruissellements, avec ou sans infiltration. Le bassin de rétention des eaux pluviales a pour but de limiter les apports importants d'eaux pluviales au réseau, en écrêtant l'apport en eau dans les réseaux ou le milieu naturel afin d'éviter la saturation des réseaux d'assainissement, le débordement des déversoirs d'orage, et finalement des chocs de pollution vers le milieu naturel.

## Types de bassins
Un bassin de rétention peut être réalisé sous de multiples formes, simple décaissement (étanche ou non), sur-dimensionnement des canalisations de collecte, ouvrages de génie civil, utilisation de SAUL (Structure alvéolaire ultra-légère) qui sont des modules de stockage à fort taux de vide (95 %) pour la rétention temporaire, la ré-infiltration et le recyclage de l’eau de pluie.
Ces techniques, nées dans les années 1980, ont connu un développement très important dans les années 2000 avec l’arrivée sur le marché de nombreuses solutions alternatives. Les produits répondant à la terminologie SAUL font l'objet d'un regroupement sous l'égide de l'AFNOR (norme française BNPP/T54E, en cours d'élaboration) et qui sera intégrée dans les normes européennes.
Avec une capacité de 165 000 m3, le plus grand bassin de rétention enterré d’Europe se situe à Saint-Denis, dans les sous-sols, à proximité du Stade de France. Construit à 17 m de profondeur, il a pour fonction de retenir les eaux de ruissellement en cas de forte pluie. Il permet aussi la décantation de ces eaux pluviales afin de ne rejeter dans la Seine que les eaux claires.

## Quantité et qualité des eaux
Les bassins de rétention permettent de diminuer les débits de pointe en servant de "zone tampon" aux eaux pluviales avant leur déversement dans le milieu récepteur. La qualité des eaux va également être améliorée puisque des procédés comme la décantation ou bien l'abattement des polluants grâce aux phytotechnologies est possible.